# Оттава (округ, Оклахома)
Округ Оттава (англ. Ottawa County) располагается в штате Оклахома, США. Официально образован в 1907 году. По состоянию на 2010 год численность населения составляла 32 236 человек.

## География
По данным Бюро переписи США, общая площадь округа равняется 1256,151 км2, из которых 1219,891 км2 суша и 13,000 км2 или 2,770 % это водоёмы.

## Население
По данным переписи населения 2000 года в округе проживает 33 194 жителей в составе 12 984 домашних хозяйств и 9 114 семей. Плотность населения составляет 27,00 человек на км2. На территории округа насчитывается 14 842 жилых строений, при плотности застройки около 12,00-ти строений на км2. Расовый состав населения: белые — 74,15 %, афроамериканцы — 0,58 %, коренные американцы (индейцы) — 16,53 %, азиаты — 0,29 %, гавайцы — 0,14 %, представители других рас — 1,54 %, представители двух или более рас — 6,78 %. Испаноязычные составляли 3,20 % населения независимо от расы.
В составе 30,90 % из общего числа домашних хозяйств проживают дети в возрасте до 18 лет, 55,60 % домашних хозяйств представляют собой супружеские пары проживающие вместе, 10,70 % домашних хозяйств представляют собой одиноких женщин без супруга, 29,80 % домашних хозяйств не имеют отношения к семьям, 26,60 % домашних хозяйств состоят из одного человека, 13,60 % домашних хозяйств состоят из престарелых (65 лет и старше), проживающих в одиночестве. Средний размер домашнего хозяйства составляет 2,48 человека, и средний размер семьи 2,98 человека.
Возрастной состав округа: 25,70 % моложе 18 лет, 9,70 % от 18 до 24, 24,80 % от 25 до 44, 22,90 % от 45 до 64 и 22,90 % от 65 и старше. Средний возраст жителя округа 37 лет. На каждые 100 женщин приходится 94,30 мужчин. На каждые 100 женщин старше 18 лет приходится 90,10 мужчин.
Средний доход на домохозяйство в округе составлял 27 507 USD, на семью — 32 368 USD. Среднестатистический заработок мужчины был 25 725 USD против 18 879 USD для женщины. Доход на душу населения составлял 14 478 USD. Около 13,00 % семей и 16,60 % общего населения находились ниже черты бедности, в том числе — 23,80 % молодёжи (тех, кому ещё не исполнилось 18 лет) и 12,20 % тех, кому было уже больше 65 лет.